# Липницкий, Исаак Оскарович
Исаа́к Оскарович Липни́цкий (25 июня 1923, Киев — 25 марта 1959, там же) — советский шахматист, мастер спорта СССР (1950). Шахматный теоретик и литератор.

## Биография
С детства увлекался игрой в шахматы, занимался в шахматном кружке Киевского дворца пионеров с 1935 года, один из самых выдающихся учеников шахматиста Александра Константинопольского, играл в юношеских соревнованиях с Давидом Бронштейном. В 16 лет впервые принял участие в чемпионате Украины. После окончания средней школы учился в Киевском государственном университете.
В начале Великой Отечественной войны учился в военном училище, которое окончил в звании лейтенанта. Участник боев за Сталинград, прошёл боевой путь от берегов Волги до Берлина. Майор. Был назначен представителем советского командования в Управлении Берлина.
Кавалер двух орденов Отечественной войны, двух орденов Красной Звезды, трёх медалей («За победу над Германией», «За освобождение Варшавы», «За взятие Берлина»).
Весной 1946 года И. О. Липницкий был инициатором первого армейского турнира по шахматам в Группе советских войск в Германии. Матч со сборной американской военной администрации был выигран советскими бойцами-шахматистами со счётом 10-0. В июле-августе 1946 года И. Липницкий выступил в первенстве СВАГ (Советской военной администрации в Германии) и занял 2-е место, набрав 11½ очков из 13.
В 1947 году вернулся в Киев. Тренер по шахматам. Неоднократно принимал участие в чемпионатах Украины, дважды чемпион Украины по шахматам (1949, 1956). Участник трёх чемпионатов СССР, серебряный призёр восемнадцатого чемпионата СССР по шахматам в декабре 1950 года.
Автор книг: «Избранные партии шахматистов Украины» (укр., в соавт. с Б. Ратнером, 1953) и «Вопросы современной шахматной теории» (1956; переиздана в 2007 г. и переведена на несколько европейских языков). С 1949 года постоянный автор статей в журнале «Шахматы в СССР». И. О. Липницкий вел активную общественную работу — со спортивными обществами «Буревестник» и «Спартак», руководил шахматной секцией Киевского окружного дома офицеров, был директором шахматного клуба Октябрьского дома культуры.
В 1967, 1976, 1979 и 1981 гг. на Украине состоялись турниры памяти И. О. Липницкого.

## Спортивные результаты
| Год  | Город          | Соревнование                  | +  | − | = | Результат | Место |
| ---- | -------------- | ----------------------------- | -- | - | - | --------- | ----- |
| 1939 | Днепропетровск | 11-й чемпионат Украинской ССР | 5  | 4 | 6 | 8 из 15   | 7     |
| 1948 | Киев           | 17-й чемпионат Украинской ССР | 9  | 5 | 4 | 11 из 18  | 5—8   |
| 1949 | Одесса         | 18-й чемпионат Украинской ССР | 14 | 2 | 3 | 15½ из 19 | 1     |
| 1950 | Киев           | 19-й чемпионат Украинской ССР | 10 | 3 | 4 | 12 из 17  | 2     |
|      | Москва         | 18-й чемпионат СССР           |    |   |   | 11 из 17  | 2—4   |
| 1951 | Москва         | 19-й чемпионат СССР           |    |   |   | 6½ из 17  | 15—16 |
| 1952 | Москва         | 20-й чемпионат СССР           |    |   |   | 7 из 19   | 17    |
| 1953 | Киев           | 22-й чемпионат Украинской ССР |    |   |   | 8½ из 13  | 3—4   |
| 1956 | Киев           | 25-й чемпионат Украинской ССР |    |   |   | 15 из 19  | 1     |

## Книги
- Вибрані партії шахістів України. Київ : Держмедвидав УРСР, 1952. 132 с. (В соавторстве с Б. Ратнером)
- Вопросы современной шахматной теории. Киев : Госмедиздат УССР, 1956. 431 с. (Переизд. (испр., доп. партиями Липницкого): Москва, 2007. 230, [1] с. ISBN 5-94693-167-9.)